# 埃斯珀施泰特 (图林根州)
埃斯珀施泰特（德語：Esperstedt，發音：[ˈɛspɐʃtɛt]）是德国图林根州基夫霍伊瑟县曾经的一个市镇，面积9.3平方千米，2007年12月31日人口为648人。2007年12月1日，埃斯珀施泰特并入市镇巴特弗兰肯豪森。